# Куликовичи
Кулико́вичи (укр. Куликовичі) — село в Колковской поселковой общине Луцкого района Волынской области Украины.
До 2020 года входило в Маневичский район.
Код КОАТУУ — 0723683801. Население по переписи 2001 года составляет 819 человек. Почтовый индекс — 44653. Телефонный код — 3376. Занимает площадь 66,62 км².